# Laminacauda parvipalpis
Laminacauda parvipalpis är en spindelart som beskrevs av Alfred Frank Millidge 1985. Laminacauda parvipalpis ingår i släktet Laminacauda och familjen täckvävarspindlar. Inga underarter finns listade i Catalogue of Life.